# Softrock
Softrock oder Soft Rock (wörtl. „sanfter Rock“) bezeichnet seit Beginn der 1970er Jahre als Gegenbegriff zum Hardrock eine Genrevariante der Rockmusik. 
Er schließt Produktionen des Folkrock, Countryrock oder auch schlagerähnliche Rockproduktionen der Popmusik mit ein. Peter Wicke und Wieland Ziegenrücker sprechen dem Begriff eine Tauglichkeit zur Genrebestimmung ab, weisen aber auf die Daseinsberechtigung im journalistischen Gebrauch hin. Eine andere Bezeichnung im Deutschen ist Kuschelrock.

## Vertreter
Interpreten, denen journalistisch häufig das Attribut Softrock zugeschrieben wird, sind u. a.:
- Air Supply
- America
- Bee Gees
- Boz Scaggs
- Bread
- Captain & Tennille
- Carole King
- Carpenters
- Chicago
- Christopher Cross
- The Doobie Brothers
- Eagles
- Elton John
- England Dan & John Ford Coley
- Fleetwood Mac
- James Taylor
- John Denver
- Little River Band
- Loggins and Messina
- Nazareth
- Neil Diamond
- Seals & Crofts
- Supertramp